# Louis-Michel Letort

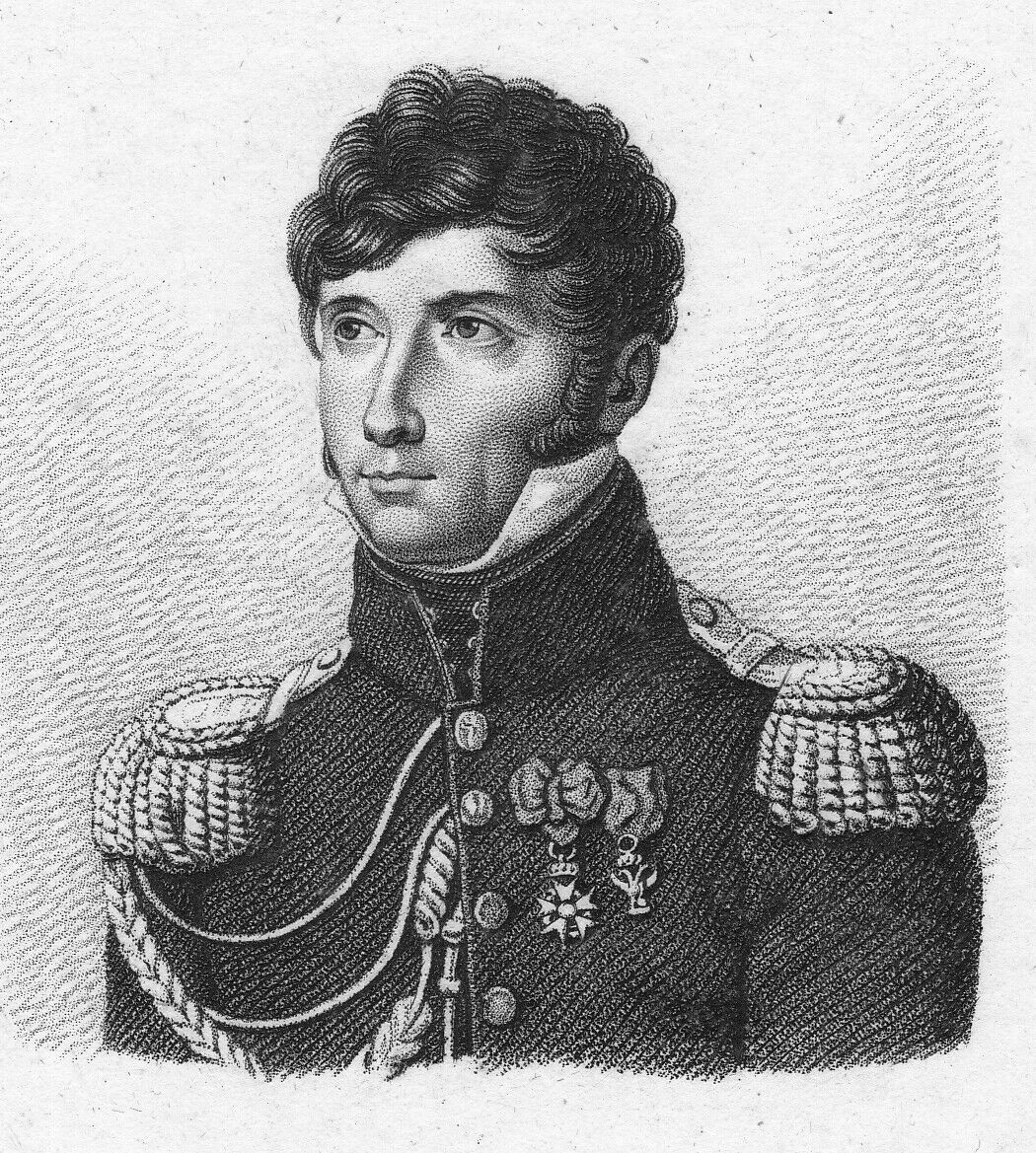
Général Louis-Michel Letort

Baron Louis-Michel Letort de Lorville (* 28. August 1773 in Saint-Germain-en-Laye; † 16. Juni 1815 in Charleroi) war Offizier der französischen Revolutionsarmee und der Napoleonischen Armee, zuletzt als Général de division.

## Militärdienst

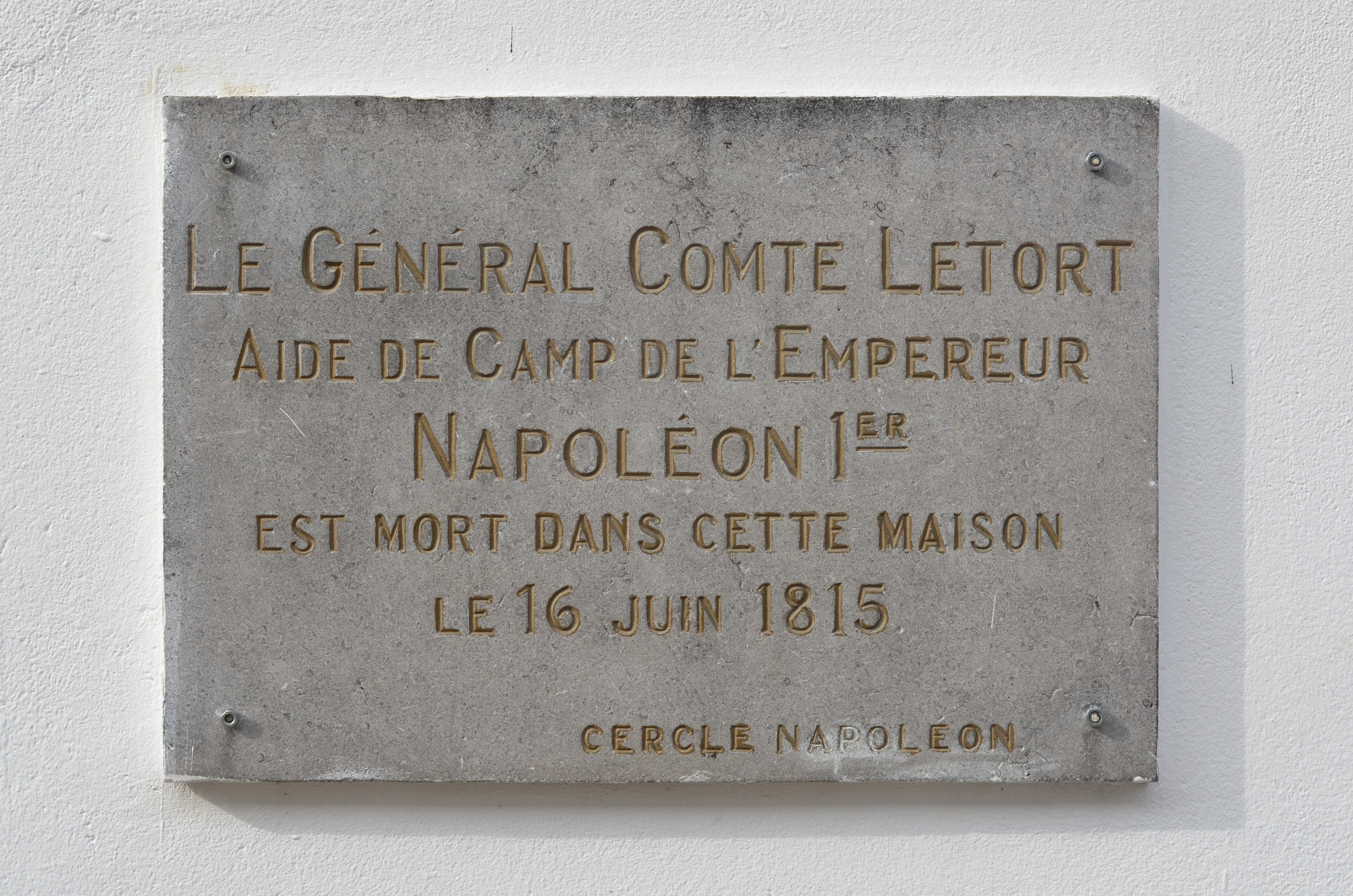
Gedächtnistafel an seinem Sterbehaus in Charleroi, 88 boulevard Joseph Tirou

Letort trat 1791 als Freiwilliger in die französische Revolutionsarmee ein und kämpfte 1792 in der Schlacht bei Jemappes und 1793 in der Schlacht bei Neerwinden.
Im Italienfeldzug 1799 wurde er verwundet, ebenso in der Schlacht bei Jena und Auerstedt. In Spanien zeichnete er sich vor Burgos aus und wurde am 9. September 1810 von Napoleon zum  baron de l’Empire in der Noblesse impériale erhoben. Letort nahm 1812 am Russlandfeldzug teil und zeichnete sich erneut in der Schlacht bei Malojaroslawez aus. Am 30. Januar 1813 wurde er zum Général de brigade befördert.
In der Völkerschlacht bei Leipzig kommandierte er die 2. Kavalleriebrigade der 3. Division der Gardekavallerie. Dabei wurde er wieder verwundet, blieb aber im Dienst und nahm auch an der Schlacht bei Hanau teil. Während des Winterfeldzuges 1814 zeichnete er sich in der Schlacht bei Montmirail aus und wurde am nächsten Tage zum Général de division befördert. Am 19. März 1814 gelang es ihm, an der Seine einen Pontonzug der Böhmischen Armee zu erobern.
Während des Feldzuges nach Belgien kommandierte er das Regiment der Dragons de la Garde impériale der Kaiserlichen Garde, da der eigentliche Kommandant, Général de division Philippe-Antoine d’Ornano, aus gesundheitlichen Gründen seinen Posten nicht angetreten hatte. Am 15. Juni befahl ihm Napoleon, mit den vier Schwadronen seiner persönlichen Leibgarde flüchtende Infanterie des ersten preußischen Korps des Generals Zieten zu verfolgen. Letort erledigte die Aufgabe erfolgreich und mit Bravour im Gefecht bei Gilly, wurde dabei aber tödlich verwundet und starb am nächsten Tag in Charleroi.

## Ehrungen
Sein Name ist am Triumphbogen in Paris in der 8. Spalte eingetragen.